# 坪井川公園駅
坪井川公園駅（つぼいがわこうえんえき）は、熊本県熊本市中央区坪井六丁目にある熊本電気鉄道菊池線の駅。駅番号はKD05。

## 歴史
- 1995年（平成7年）1月9日：駅開業。坪井川緑地と遊水公園の整備に伴い設置された。
- 2015年（平成27年）4月1日：交通系ICカード「熊本地域振興ICカード（くまモンのIC CARD）」に対応[1]。
- 2019年（令和元年）10月1日：駅ナンバリング導入[2]。

## 駅構造
単式ホーム1面1線を持つ地上駅である。無人駅で駅舎は無く、雨除けが有るのみ。
ICカード読み取り機（入場機のみ）はホームに設置。

## 利用状況
| 年度   | 1日平均 乗車人員 | 1日平均 乗降人員 |
| ------ | ---------------- | ---------------- |
| 2012年 |                  | 195              |
| 2013年 |                  | 211              |
| 2014年 | 130              | 209              |
| 2015年 |                  | 206              |
| 2016年 |                  | 219              |
| 2017年 |                  | 233              |
| 2018年 |                  | 192              |

## 駅周辺
坪井川遊水池は踏切を渡って土手を越えたところにある。
- 国道3号
- 坪井川遊水公園（坪井川緑地）
- 中央自動車学校
- 坪井中央公園
- 稲荷山古墳（県指定史跡）
- 熊本市男女共同参画センターはあもにい
- 九州ルーテル学院大学
- ルーテル学院中学校・高等学校
- 熊本電気鉄道本社

## ギャラリー

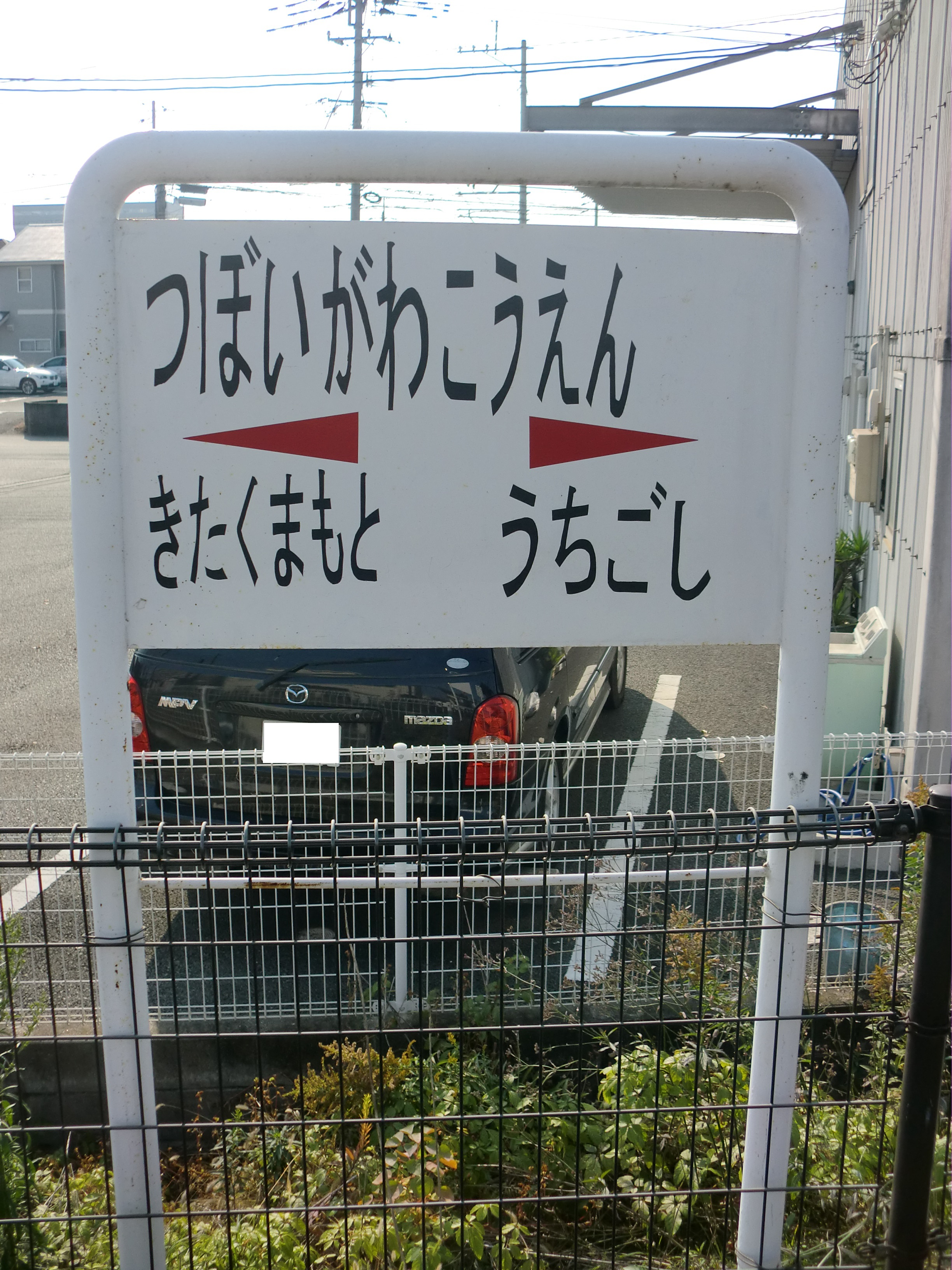
駅名標
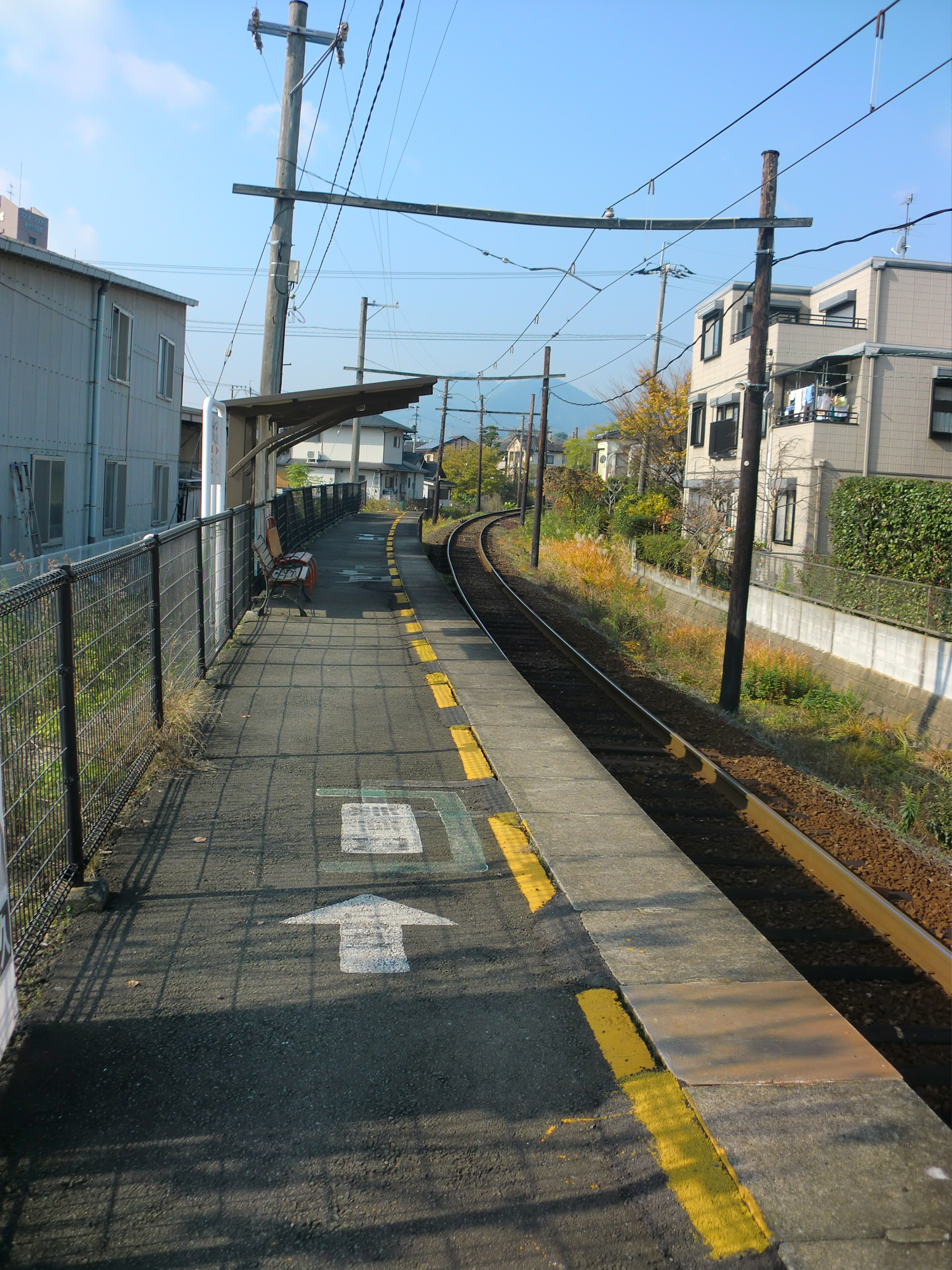
駅ホーム
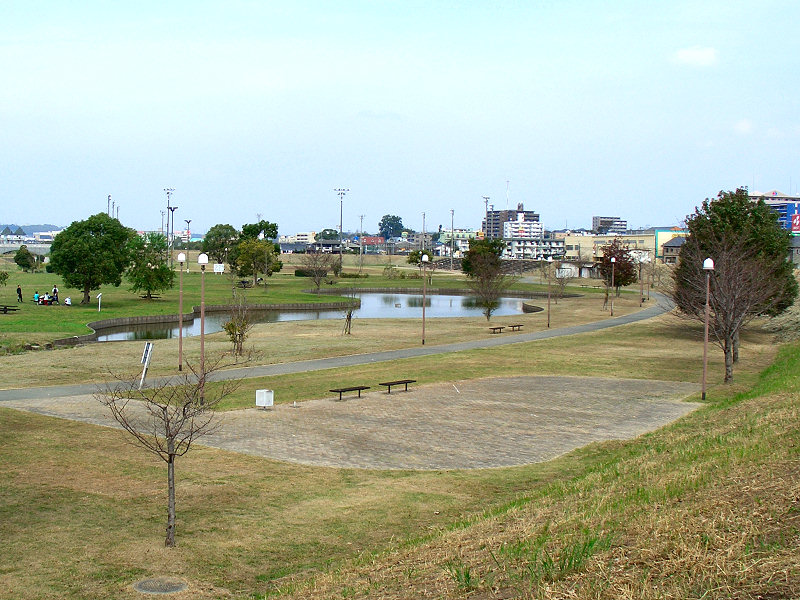
坪井川緑地

## 隣の駅
熊本電気鉄道
■菊池線
打越駅（KD04） - 坪井川公園駅（KD05） - 北熊本駅（KD08）